# بوگی (فرانسه)
بوگی (فرانسه) (به فرانسوی: Bogy) یک کمون در فرانسه است که در Canton of Serrières واقع شده‌است.

## خصوصیات
بوگی ۷٫۰۲ کیلومترمربع مساحت و ۳۳۶ نفر جمعیت دارد و ۳۷۲ متر بالاتر از سطح دریا واقع شده‌است.